# Stigmatomma groehni
Stigmatomma groehni (лат.) — ископаемый вид муравьёв из подсемейства Amblyoponinae (Formicidae). Назван в честь Carsten Gröhn, в коллекции которого был найден новый таксон.

## Описание
Обнаружен в верхнеэоценовом балтийском янтаре (Россия, Priabonian, 37,2—33,9 млн лет), голотип GPIH-4509 хранится в коллекции Geologische-Paläontologischer Institut der Universität Hamburg (взят из частной коллекции балтийского и биттерфильдского янтаря Carsten Gröhn, Glinde, Германия, где был под номером CGC-3356). Длина тела рабочего около 3 мм. Голова субтрапециевидная. Усики 12-члениковые. Длина головы 0,6 мм, длина груди 0,95 мм, длина скапуса усика 0,32 мм.